# Jasper (Alabama)
Jasper es una ciudad ubicada en el condado de Walker, Alabama, Estados Unidos. Tiene una población estimada, a mediados de 2022, de 14 338 habitantes.
Es la sede del condado.

## Demografía

### Censo de 2020
Según el censo de 2020, en ese momento la ciudad tenía una población de 14 572 habitantes.
| Raza                   | Núm.   | Porc.   |
| ---------------------- | ------ | ------- |
| Blancos                | 11 225 | 77.03%  |
| Afroamericanos         | 1905   | 13.07%  |
| Amerindios             | 115    | 0.79%   |
| Asiáticos              | 162    | 1.11%   |
| Isleños del Pacífico   | 2      | 0.01%   |
| De otras razas         | 521    | 3.58%   |
| De una mezcla de razas | 642    | 4.41%   |
| Total                  | 14 572 | 100.00% |

Del total de la población, el 7.04% eran hispanos o latinos de cualquier raza.

### Censo de 2000
Según el censo de 2000, en ese momento los ingresos medios de los hogares eran de $33,044 y los ingresos medios de las familias eran de $43,674. Los ingresos per cápita para la localidad eran de $19,491. Los hombres tenían ingresos medios por $35,182 frente a los $22,868 que percibían las mujeres.

## Geografía
La localidad está situada en las coordenadas 33°51′22″N 87°16′13″O / 33.85611, -87.27028 (33.856035, -87.270268).
Según la Oficina del Censo, la ciudad tiene una superficie total de 76.83 km².